# آرادو آر ۲۳۲
آرادو آر ۲۳۲ (به آلمانی: Arado Ar 232) ملقب به «تاتسلوورم» (به آلمانی: Tatzelwurm) یا «هزارپا» (به آلمانی: Tausendfüßler)، یک هواگرد ترابری ساخت شرکت آرادو در آلمان بود. این هواگرد نخستین پرواز خود را در ماه ژوئن سال ۱۹۴۱ در میانه جنگ جهانی دوم انجام داد. آر ۲۳۲ به درخواست وزارت هوانوردی رایش به عنوان جایگزین هواگرد منسوخ پیشین یونکرس یو ۵۲ طراحی شد. با وجود این که تا پایان جنگ تنها حدود بیست فروند از این هواگرد تولید شد، ویژگی‌های نوین به‌کار رفته در آن از جمله بدنه جعبه‌ای‌شکل، پیکربندی بال‌بالا، سطح شیب‌دار بارگیری در پشت و دُم مرتفع، به ویژگی‌های استاندارد هواگردهای ترابری پس از آن بدل شد.

## طراحی و توسعه
شرکت‌های آرادو، فیزلر و هنشل پائیز سال ۱۹۳۹ سفارشی برای طراحی یک هواگرد ترابری برای جایگزینی هواگرد قدیمی یونکرس یو ۵۲ دریافت کردند. کار آرادو بر روی این طرح اوایل سال ۱۹۴۰ آغاز شد. با آغاز جنگ جهانی دوم، در اثر آسیب‌های وارد آمده به فرودگاه‌ها توسط دشمن به ناوگان هواگردهای ترابری لوفت‌وافه خسارات زیادی وارد آمد. از این رو، وزارت هوانوردی اواخر سال ۱۹۴۰ بر امکان فرود و برخاست هواگرد جدید در هر شرایط میدانی در خط مقدم، مشخصا تأکید کرد.
پروژه شماره ایی ۴۴۰ آرادو که بعداً «آر ۲۳۲» نامیده شد، می‌بایست قابلیت عمل خارج از باند، فرود و برخاست در کمترین سرعت و در نتیجه در کمترین مسافت ممکن را می‌داشت. برای این هواگرد چهار خدمه در نظر گرفته می‌شد و انتظار می‌رفت محموله‌های سنگین را تا مسافت حدود ۱٬۵۰۰ کیلومتری در مجاورت خط مقدم برساند. همچنین می‌بایست به سرعت بارگیری و تخلیه می‌شد و امکان ترابری قطعات باز شده آن از طریق ریلی وجود می‌داشت. شرح طراحی ماه ژانویه سال ۱۹۴۱ یک هواگرد تک‌باله بال‌بالای طُرّه‌ای با شاسی یکپارچه پیش‌بینی می‌کرد که بدنه آن هم‌سطح زمین است. برای قسمت بار فضایی به طول ۶٫۶ متر، عرض ۲٫۳ متر و ارتفاع ۲ متر در نظر بود. یک جرثقیل برای بارگیری بالای آن قرار داشت. وزن پروازی محاسبه‌شده با بار معمول ۲٬۳۰۰ کیلوگرمی، مجموعاً ۱۵٬۰۰۰ کیلوگرم بود. در شرایط بارگذاری اضافی می‌بایست امکان حمل ۴٬۸۰۰ کیلوگرم را می‌داشت که شامل ۴۸ نیرو با تجهیرات کامل یا ادوات سنگین دیگر می‌شد. بخش پشتی کف بدنه به صورت هیدرولیکی باز می‌شد تا در هنگام بارگیری به عنوان سطح شیب‌دار استفاده شود. همچنین امکان باز کردن آن حین پرواز برای انداختن بار یا پریدن چتربازها مُیَسر بود. بر خلاف طرح هنشل با دم‌سازه دو تایی که در همان سطح پروژه رد شد، بدنه هواگرد آرادو در پشت به یک دم‌سازه نسباً کم‌عرض با دم دو تایی منتهی می‌شد. ارتفاع این دم‌سازه به اندازه‌ای بالا بود که در هنگام بارگیری مشکل‌ساز نشود. سکان افقی به خود دم‌سازه متصل بود. یک مهار هم برای یدک‌کشی بادپر در آن قسمت تعبیه بود. پیکربندی متمایز این هواگرد یازده جفت چرخ کوچک جهت نگهداری بدنه هنگام عملیات بارگیری و تخلیه داشت. این ویژگی ظاهری سبب اطلاق لقب «هزارپا» (Tausendfüßler) به آن شد. هر یک از این چرخ‌ها با فشار باد کم، فنر تعلیق مجزای خود را داشت. بدنه جعبه‌ای‌شکل هواگرد به همراه بال‌ها تمام‌فلزی بود. ارابه فرود اصلی سه‌مرحله‌ای با دو بازوی هیدرولیک تا حدودی جمع می‌شد. نیرو محرکه دو موتور شعاعی دو تایی ۱۴ سیلندر ب‌ام‌و ۸۰۱آ با سوپرشارژر هر یک با توان ۱٬۵۶۰ اسب بخار (۱٬۱۵۰ کیلووات) بود که ملخ‌های سه‌تیغه فاوده‌ام به قطر ۴٫۲ متر را به چرخش درمی‌آورد. بال‌ها سه قسمت و دو تیر اصلی داشتند. یک مخزن سوخت نشت‌نکردنی و یک چرخ فرود داخل بخش مرکزی هر بال بود. استفاده از بال با برآی بالا امکان کاهش قابل ملاحظه مسافت برخاست و فرود را فراهم می‌آورد.
نخستین دو پیش‌نمونه سال ۱۹۴۱ به پرواز درآمد. این پیش‌نمونه دارای موتور ب‌ام‌و ۸۰۱ام‌آ هر یک با توان ۱۶۰۰ بود. نیاز فراوان به این موتورها در خطوط تولید فوکه-وولف اف‌و ۱۹۰، موجب تغییر این موتور در هواگردهای بعدی گشت. برگزیده شدن موتور ضعیف‌تر ب‌ام‌و-برامو ۳۲۳اِر-۲ باعث افزایش تعداد موتورها به چهار موتور و متعاقباً افزایش ۱٫۷ متری طول بخش مرکزی بال در هواگرد سوم جهت جای دادن به آن‌ها شد. با این حال، این هواگرد ۱۰ جفت چرخ داشت. مجموعاً تنها ۲۲ فروند آرادو آر ۲۳۲ تولید شد.

## تاریخچه عملیاتی
پیش‌نمونه نخست و دوم توسط لوفت‌وافه در استالینگراد به‌کارگرفته شد. یکی از این دو هواگرد آخرین هواگرد آلمانی بود که نیروهای تحت محاصره آلمانی در این شهر را ترک کرد. مابقی هواگردهای تولید شده به جناح ۵ ترابری و اسکادران ترابری گروه ۱ جناح ۲۰۰ رزمی با وظایف ویژه تحویل شدند. یگان‌های به‌کاربرنده این هواگردها پروازهای ویژه زیادی با آن‌ها، از جمله عملیات‌های مخفی پشت خطوط دشمن در جبهه شرقی جنگ جهانی دوم انجام دادند. هواگردهای نجات یافته ماه مارس سال ۱۹۴۵ به گروه ۳ جناح ۲۰۰ رزمی منتقل شدند. تنها یک هواگرد آرادو آر ۲۳۲ تا پایان جنگ باقی ماند.

## مشخصات فنی
آر ۲۳۲ب-۰:
مشخصات عمومی
- طول: ۲۳٫۵۲ متر
- طول بال: ۳۳٫۵ متر
- ارتفاع: ۵٫۶۹ متر
- مساحت بال: ۱۴۲٫۶ متر مربع
- وزن خالی: ۱۲۸۰۲ کیلوگرم
- حداکثر وزن هنگام برخاستن: ۲۱۱۳۵ کیلوگرم
- نیرومحرکه: چهار موتور شعاعی پیستونی ب‌ام‌و-برامو ۳۲۳اِر-۲: ۱۲۰۰ اسب بخار (۸۹۵ کیلووات)

عملکرد
- حداکثر سرعت: ۳۴۰ کیلومتر بر ساعت در ۴۶۰۰ متری
- پایاسیر: ۲۹۰ کیلومتر بر ساعت در ۲۰۰۰ متری
- برد: ۱۰۶۰ کیلومتر
- سقف پرواز: ۸۰۰۰ متر

تسلیحات
- ۱ × مسلسل ام‌گه ۱۳۱ با کالیبر ۱۳ میلی‌متر در دماغه
- ۱ یا ۲ × مسلسل ام‌گه ۱۳۱ در انتهای بدنه
- ۱ × توپ خودکار ام‌گه ۱۵۱/۲۰ با کالیبر ۲۰ میلی‌متر در برجک سقف بدنه